# Женская сборная Австралии по баскетболу
Женская сборная Австралии по баскетболу — национальная баскетбольная команда, представляющая Австралию на международной баскетбольной арене. Управляется Федерацией баскетбола Австралии. Главный тренер — Шеннон Сибом. Многократный победитель Чемпионата Океании, трёхкратный бронзовый призёр Олимпийских игр, чемпион мира.

## Результаты

### Олимпийские игры
- 1984: 5-е место
- 1988: 4-е место
- 1996:  3-е место
- 2000:  2-е место
- 2004:  2-е место
- 2008:  2-е место
- 2012:  3-е место
- 2016: 5-е место
- 2020: 8-е место
- 2024:  3-е место

### Чемпионат мира по баскетболу среди женщин
- 1957: 10-е место
- 1967: 10-е место
- 1971: 9-е место
- 1975: 10-е место
- 1979: 4-е место
- 1983: 11-е место
- 1986: 9-е место
- 1990: 6-е место
- 1994: 4-е место
- 1998:  3-е место
- 2002:  3-е место
- 2006:  1-е место
- 2010: 5-е место
- 2014:  3-е место
- 2018:  2-е место
- 2022:  3-е место

### Игры Содружества
- 2006:  1-е место
- 2018:  1-е место

### Чемпионат Океании
- 1974:  1-е место
- 1978:  1-е место
- 1982:  1-е место
- 1985:  1-е место
- 1989:  1-е место
- 1995:  1-е место
- 1997:  1-е место
- 2001:  1-е место
- 2003:  1-е место
- 2005:  1-е место
- 2007:  1-е место
- 2009:  1-е место
- 2011:  1-е место
- 2013:  1-е место
- 2015:  1-е место

### Чемпионат Азии
Сборная принимает участие в розыгрыше с 2017 года.
- 2017:  2-е место
- 2019:  3-е место
- 2021:  3-е место
- 2023:  3-е место

## Состав
Состав на чемпионат Азии 2023 года (возраст игроков приведён по состоянию на 26 июня 2023 года).
| Перейти к шаблону «Состав сборной Австралии по баскетболу» | Состав сборной Австралии по баскетболу |  |

| Поз. | №  | Имя             | Дата рождения (возраст)   | Рост   | Клуб              |
| ---- | -- | --------------- | ------------------------- | ------ | ----------------- |
| Ф    | 1  | Лорен Николсон  | 26 марта 1993 (30 лет)    | 182 см | Таунсвилл Файр    |
| З    | 4  | Шайла Хил       | 19 сентября 2001 (21 год) | 167 см | Таунсвилл Файр    |
| ТФ   | 5  | Дарси Гарбин    | 24 июня 1994 (28 лет)     | 188 см | Диошдьёр          |
| З    | 7  | Тесс Маджен (К) | 12 августа 1990 (32 года) | 180 см | Мельбурн Бумерс   |
| З    | 8  | Мэддисон Роччи  | 1 июня 1998 (25 лет)      | 167 см | Саутсайд Флайерз  |
| Ф    | 10 | Алис Кунек      | 6 января 1991 (32 года)   | 187 см | Шопрон Баскет     |
| ТФ   | 17 | Шантель Хорват  | 1 июня 1998 (25 лет)      | 184 см | Гожув             |
| ТФ   | 21 | Кили Фролинг    | 31 января 1996 (27 лет)   | 187 см | Сидней Юни Флэймз |
| ЛФ   | 24 | Аннели Мейли    | 1 сентября 1998 (24 года) | 184 см | Бендиго Спирит    |
| ЛФ   | 25 | Эми Этвелл      | 30 июня 1998 (24 года)    | 183 см | Перт Линкс        |
| ТФ   | 55 | Хлоя Бибби      | 15 июня 1998 (25 лет)     | 184 см | Перт Линкс        |
| ТФ   | 77 | Лорен Шерф      | 7 марта 1996 (27 лет)     | 195 см | Молисана Магнолия |